# Club Atlético Huracán (Medellín)
Il Club Atlético Huracán è stata una società calcistica colombiana di Manizales, fondata il 1º maggio 1949.

## Storia
La società fu fondata nel 1949, ed esordì in prima categoria nel campionato 1949. Alla sua prima partecipazione raggiunse il 13º posto, con 17 punti in 26 gare. Nella stagione successiva arrivò 14º su 16 partecipanti, con 20 punti in 30 partite. L'ultimo torneo cui partecipò fu quello del 1951, al termine del quale ottenne l'ultimo posto in classifica, con 9 punti in 34 incontri; il club si sciolse poco dopo. Nella sua storia ha disputato 88 partite in massima serie, con 15 vittorie, 14 pareggi e 59 sconfitte; i gol realizzati furono 137 e quelli subiti 264.